# Muzeum Archeologii Gozo
Muzeum Archeologii Gozo (malt. Il-Mużew tal-Arkeoloġija t'Għawdex, ang. Gozo Museum of Archaeology) – muzeum archeologiczne w Cittadelli na wyspie Gozo, Malta. Muzeum prezentuje historię Gozo od czasów prehistorycznych do współczesności. Znajduje się w XVII-wiecznym budynku zwanym Casa Bondi.
Do eksponatów muzeum zaliczają się m.in. rzeźby postaci ludzkich ze świątyń Ġgantija, a także pozostałości kultury arabskiej z okolic Xewkiji, w tym tzw. grób Majmuny (Majmuna Stone) z inskrypcją w języku arabskim datowaną na 1173 rok.

## Historia
Otwarte w 1960 pod nazwą Gozo Museum jako pierwsze muzeum na wyspie. W 1986 zostało przeprojektowane, a także zmieniono jego nazwę na obecną.
Budynek, w którym mieści się muzeum, znajduje się w National Inventory of the Cultural Property of the Maltese Islands pod nr 01244. Jest zarządzane przez Heritage Malta.